# Skorpiók rendszertana
A skorpiók rendszertana, a skorpiók körülbelül 1400 ismert faját és alfaját 13 családba sorolja be, melyeket további kategóriákra bonthatunk.

A ma élő fajokon kívül ismeretes még további 111 kihalt skorpió taxon.
Az osztályozás Soleglad és Fet nyomán készült, ami Stockwell régi, kiadatlan besorolásának lépett helyébe. További rendszertani változások Soleglad [et al.] tanulmányaiból valók.
Az osztályozás Fet és Soleglad által 2003-ban javasolt, de az ezt követő tanulmányok nem mindenki által elfogadottak. Sok szerző helytelennek tartja ezeket.

## Skorpiók rendje
- Alrendág Orthosterni  Pocock, 1911 
  - Részalrend Pseudochactida  Soleglad et Fet, 2003 
    - Öregcsalád Pseudochactoidea  Gromov, 1998 
      - Család Pseudochactidae  Gromov, 1998 

  - Részalrend Buthida  Soleglad et Fet, 2003 
    - Öregcsalád Buthoidea  C. L. Koch, 1837 
      - Család Buthidae  C. L. Koch, 1837  (Mérgesskorpiók)
      - Család Microcharmidae  Lourenço, 1996 

  - Részalrend Chaerilida  Soleglad et Fet, 2003 
    - Öregcsalád Chaeriloidea  Pocock, 1893 
      - Család Chaerilidae  Pocock, 1893 
        - Alcsalád Chearilinae  Pocock, 1893 
        - † Alcsalád Electrochearilinae Fet, Soleglad et Anderson  2004  (kihalt)

  - Részalrend Iurida  Soleglad et Fet, 2003 
    - Öregcsalád Chactoidea  Pocock, 1893 
      - Család Chactidae  Pocock, 1893  (Kormosskorpiók)
        - Alcsalád Chactinae  Pocock, 1893 
          - Nemzetség Chactini  Pocock, 1893 
          - Nemzetség Nullibrotheini  Soleglad et Fet, 2003 

        - Alcsalád Brotheinae  Simon, 1879 
          - Nemzetség Belisariini  Lourenço, 1998 
          - Nemzetség Brotheini  Simon, 1879 
            - Alnemzetség Brotheina  Simon, 1879 
            - Alnemzetség Neochactina  Soleglad et Fet, 2003 

        - Alcsalád Uroctoninae

      - Család Euscorpiidae  Laurie, 1896 
        - Alcsalád Euscorpiinae  Laurie, 1896 
        - Alcsalád Megacorminae  Kraepelin, 1905 
          - Nemzetség Chactopsini  Soleglad et Sissom, 2001 
          - Nemzetség Megacormini  Kraepelin, 1905 

        - Alcsalád Scorpiopinae  Kraepelin, 1905 
          - Nemzetség Scorpiopini  Kraepelin, 1905 
          - Nemzetség Troglocormini  Soleglad et Sissom, 2001 

      - Család Superstitioniidae  Stahnke, 1940 
        - Alcsalád Superstitioniinae  Stahnke, 1940 
        - Alcsalád Typlochactinae  Mitchell, 1971 

      - Család Vaejovidae  Thorell, 1876 

    - Öregcsalád Iuroidea  Thorell, 1876 
      - Család Caraboctonidae  Kraepelin, 1905 (Szőrösskorpiók)
        - Alcsalád Caraboctoninae  Kraepelin, 1905 
        - Alcsalád Hadrurinae  Stahnke, 1974 

      - Család Iuridae  Thorell, 1876 

    - Öregcsalád Scorpionoidea  Latreille, 1802 
      - Család Bothriuridae  Simon, 1880  (Csupaszlábú-skorpiók)
        - Alcsalád Bothriurinae  Simon, 1880 
        - Alcsalád Lisposominae  Lawrence, 1928 

      - Család Hemiscorpiidae  Pocock, 1893 
        - Alcsalád Hemiscorpiinae  Pocock, 1893 
        - Alcsalád Heteroscorpioninae  Kraepelin, 1905 
        - Alcsalád Hormurinae  Laurie, 1896 

      - † Család Protoischnuridae Carvalho et Lourenço 2001  (kihalt)
      - Család Scorpionidae  Latreille, 1802  (Óriásskorpiók)
        - Alcsalád Diplocentrinae  Karsch, 1880 
          - Nemzetség Diplocentrini  Karsch, 1880 
          - Nemzetség Nebini  Kraepelin, 1905 

        - Alcsalád Scorpioninae  Latreille, 1802 
        - Alcsalád Urodacinae  Pocock, 1893 

    - Öregcsalád incertae sedis
      - † Család Palaeoeuscorpiidae  Lourenço 2003  (kihalt)

  - Részalrend incertae sedis
    - † Család Archaeobuthidae  Lourenço 2003  (kihalt)
    - † Család Palaeopisthacanthidae  Kjellesvig-Wæring 1986  (kihalt)
    - † Család Protobuthidae  Lourenço et Gall 2003  (kihalt)